# Hatice Halime Hatun
Tacünnisa Hatice Halime Hatun (turco ottomano: خديجة حليمة خاتون, lett. "fanciulla rispettosa" e "la paziente"; chiamata anche Alime Hatun o Sultan Hatun; Kastamonu, 1410 – Bursa, 1440) è stata una principessa turca, figlia di Isfendiyar Bey. Era la moglie del Sultano Murad II dell'Impero ottomano. Dopo la sua morte nel 1440, il suo posto come consorte fu preso da sua nipote Hatice Hatun, figlia di suo fratello Taccedin Ibrahim II Bey.

## Biografia
Tacünnisa Hatice Halime Hatun era figlia di Isfendiyâr Bey, sovrano del beilicato di Candar. Quando Murad II, sultano ottomano, si schierò contro Isfendiyar al fianco di suo figlio ribelle Kıvameddin Kazim Bey, a cui diede in sposa una delle sue sorelle, Fatma Sultan Hatun, Isfendiyar offrì la pace a Murad e propose di sigillare l'accordo con un doppio matrimonio. Murad accettò e nel 1425, a Edirne, sposò la figlia di Isfendiyar, Halime Hatun, mentre un'altra delle sorelle di Murad, Selçuk Hatun, sposò Taceddin Ibrahim II Bey, figlio di Isfendiyar e suo erede. Nello stesso anno, Halime diede a Murad un figlio, Şehzade Isfendiyar, che morì neonato.
Con questa unione dinastica, Murad stabilì un'alleanza con una potente tribù contro il beilicato di Karaman, che bloccava l'espansione degli ottomani ad est, e con cui le faide furono risolte infine da ulteriori alleanze matrimoniali.  
Halime era nota come la consorte favorita di Murad, fino a quando, nel 1435, Murad sposò Mara Branković. La gelosia fra le due inizialmente si risolse a sfavore di Halime che fu espulsa dalla corte e inviata a Bursa, ma fra l'autunno del 1436 e la primavera del 1437 accadde qualcosa che spinse Murad ad mandare invece la stessa Mara a Bursa e richiamare Halime.
Halime Hatun morì a Bursa intorno al 1440.

## Dopo la sua morte
Qualche anno dopo la sua morte, Murad II prese in moglie la nipote di Halime, Hatice Hatun, figlia di suo fratello Taceddin Ibrahim II e della sua prima moglie. Nel maggio 1450, Hatice partorì l'ultimo figlio di Murad, un maschio chiamato Şehzade Ahmed e soprannominato Küçük Ahmed, ovvero il "Ahmed il minore", per distinguerlo dal suo omonimo fratellastro maggiore, Büyük Ahmed (Ahmed il maggiore).
Murad morì nel febbraio 1451, e suo figlio Mehmed II ascese al trono. Al tempo, l'unico altro figlio di Murad vivo era proprio il neonato Ahmed, di circa nove mesi. La successione ottomana, non regolata da una legge precisa, era sempre stata un fonte di contestazione nella dinastia ottomana e avevano già causato guerre civili, quindi Mehmed decise di eliminare ogni rischio giustiziando immediatamente il fratellastro. Così, il 18 febbraio, subito dopo la sua ascesa, convocò Hatice perché nella sala del trono e, mentre la donna, insieme al resto delle consorti, si congratulava con lui per la sua ascesa e gli porgeva le condoglianze per suo padre, Mehmed inviò Ali Bey, figlio di Evrenos Bey, nelle sue stanze con l'ordine di strangolare o affogare il bambino. In seguito, legittimò il suo atto emanando la Legge del Fraticidio, che fino alla fine del XVII secolo concesse al sultano il potere di giustiziare, a sua discrezione, qualsiasi parente maschio: erano esclusi solamente i maschi discendenti da una principessa, in quanto la discendenza in linea femminile era esclusa dal diritto al trono.
In seguito, Mehmed diede Hatice in moglie a Ishak Pascià, un importante statista del padre. I due insieme ebbero otto figli, cinque maschi, Halil Bey, Şadi Bey, Mustafa Çelebi, Piri Çelebi, e Ibrahim Bey; e tre figlie, Hafsa Hatun, Fahrünnisa Hatun e Şahzade Hatun. Rimase vedova nel 1487.

## Discendenza
Da Murad II, Halime ebbe un figlio:
- Şehzade Isfendiyar (1425–1425)